# Instituto Brasileiro de Propriedade Intelectual
O Instituto Brasileiro de Propriedade Intelectaul (IBPI), fundado em 1983, é uma organização acadêmica, sem fins lucrativos, que tem por objeto o estudo da Propriedade Intelectual. O Instituto é, também, o centro brasileiro do Instituto Interamericano de Direito de Autor – IIDA. Para perseguir seus fins institucionais o IBPI promove, através da Academia do IBPI, sede da Coordenação Acadêmica do Instituto, estudos e projetos científicos comparados envolvendo temas ligados ao direito de autor, direito de marcas, direito de patente, concorrência desleal, biotecnologia, cultivares, transferência de tecnologia, defesa do consumidor, entre outros. O Instituto publica periódicos eletrônicos e impresso. O acesso aos periódicos eletrônicos, Revista Eletrônica do IBPI, edições nacional, especial e internacional é gratuito.